# Friuli Grave Refosco dal peduncolo rosso
Il Friuli Grave Refosco dal peduncolo rosso è un vino DOC la cui produzione è consentita nelle province di Pordenone e Udine.

## Caratteristiche organolettiche
- colore: rosso rubino intenso, tendente al granato se invecchiato.
- odore: frutti di mora che dominano su altri frutti di bosco e ribes nero
- sapore: buona persistenza aromatica, tannicità non aggressiva con piacevole finale ammandorlato, asciutto, di corpo.

È un antico vitigno friulano originario delle zone carsiche ed istriane. Conosciuto sin dal 1700 ma solo ora è diffuso in tutta la regione. I romani anticamente lo chiamarono Pacium.
Ottimo con carni rosse semplici, non piccanti né troppo salate.

## Produzione
Provincia, stagione, volume in ettolitri
- Pordenone  (1990/91)  5711,85
- Pordenone  (1991/92)  6972,85
- Pordenone  (1992/93)  6723,27
- Pordenone  (1993/94)  7513,35
- Pordenone  (1994/95)  6691,67
- Pordenone  (1995/96)  6234,67
- Pordenone  (1996/97)  8260,02
- Udine  (1990/91)  4031,34
- Udine  (1991/92)  3205,13
- Udine  (1992/93)  4229,58
- Udine  (1993/94)  3625,09
- Udine  (1994/95)  3607,25
- Udine  (1995/96)  2891,76
- Udine  (1996/97)  3596,05